# エスタディオ・マリオ・アルベルト・ケンペス
エスタディオ・マリオ・アルベルト・ケンペス（Estadio Mario Alberto Kempes）は、アルゼンチン・コルドバにあるスタジアム。1978年のワールドカップ開催を機に建設された。
2006年と2007年には世界ラリー選手権ラリー・アルゼンチンのスーパーSSが、2011年にはコパ・アメリカの会場に選ばれ、アルゼンチンVSコスタリカ、準々決勝のコロンビアVSペルーなどが開催された。